# 沙营镇
沙营镇，是中华人民共和国贵州省安顺市关岭布依族苗族自治县下辖的一个乡镇级行政单位。
2013年5月24日，贵州省人民政府批复同意撤销沙营乡，设置沙营镇，镇人民政府驻沙营村。

## 行政区划
沙营镇下辖以下地区：
沙营村、路支村、鲁灰村、大田村、交界村、亚陇村、纸厂村、尾里村、小寨村、养牛村、法那村、甘寨村、前进村、旧云村、红岔村和羊场村。